# 布雷尼格湖
53°05′N 3°32′W / 53.083°N 3.533°W

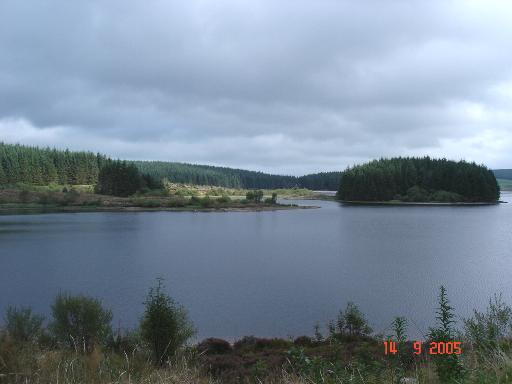

布雷尼格湖是威爾斯的湖泊，始建於1976年，長4公里、寬1.6公里，面積3.7平方公里，湖岸線長度23公里，蓄水量6千萬立方米，在興建該湖泊時發現青銅時代文物。

## 外部連結
- Clwyd-Powys Archaeological Trust
- Llyn Brenig Sailing Club